# Cristian Medina
Cristian Nicolás Medina (Isidro Casanova, 1º giugno 2002) è un calciatore argentino, centrocampista dell'Estudiantes (LP).

## Caratteristiche tecniche
È un centrocampista offensivo che predilige svariare sulla trequarti; ha uno stile di gioco molto dinamico ed è dotato di una buona tecnica di base.

## Carriera

### Club
Cresciuto nel settore giovanile del Boca Juniors, debutta in prima squadra il 14 febbraio 2021 giocando il match di Copa de la Liga Profesional pareggiato 2-2 contro il Gimnasia (LP); realizza la sua prima rete il 17 aprile nella vittoria per 3-1 contro l'Atl. Tucumán.
Sotto la guida tecnica di Jorge Almirón prima e Diego Martínez poi, diventa uno dei giocatori chiave della squadra, giocando in una posizione più avanzata e trovando con maggior continuità il goal.
Il 25 febbraio 2024 mette a segno il goal del pareggio, in occasione dell'incontro disputato contro il River Plate.

Il 26 Ottobre 2024 rifiuta di scendere in campo,in occasione dell’incontro di Copa Argentina disputato contro il Gimnasia La Plata, a causa del negato trasferimento  al Fenerbahçe da parte della società. Il neo allenatore Fernando Gago, insieme ai vertici societari decidono di lasciarlo fuori rosa per il finale di stagione.
Il 27 Dicembre 2024 l’ Estudiantes paga la clausola di rescissione di 15 milioni, aggiudicandosi le sue prestazioni.

### Nazionale
Ha giocato nella nazionale argentina Under-17.
Nel 2024 ha partecipato ai Giochi Olimpici di Parigi.

## Statistiche

### Presenze e reti nei club
Statistiche aggiornate al 27 marzo 2025.
| Stagione            | Squadra             | Campionato          | Campionato | Campionato | Coppe nazionali | Coppe nazionali | Coppe nazionali | Coppe continentali | Coppe continentali | Coppe continentali | Altre coppe | Altre coppe | Altre coppe | Totale | Totale |
| Stagione            | Squadra             | Comp                | Pres       | Reti       | Comp            | Pres            | Reti            | Comp               | Pres               | Reti               | Comp        | Pres        | Reti        | Pres   | Reti   |
| ------------------- | ------------------- | ------------------- | ---------- | ---------- | --------------- | --------------- | --------------- | ------------------ | ------------------ | ------------------ | ----------- | ----------- | ----------- | ------ | ------ |
| 2021                | Boca Juniors        | PD                  | 15         | 0          | CA+CdL          | 4+13            | 0+1             | CL                 | 7                  | 0                  | -           | -           | -           | 39     | 1      |
| 2022                | Boca Juniors        | PD                  | 18         | 0          | CA+CdL          | 5+12            | 0               | CL                 | 5                  | 0                  | TC          | 1           | 0           | 41     | 0      |
| 2023                | Boca Juniors        | PD                  | 23         | 3          | CA+CdL          | 4+8             | 1+1             | CL                 | 11                 | 0                  | SA+SI+TC    | 1+0+0       | 0           | 47     | 5      |
| 2024                | Boca Juniors        | PD                  | 12         | 1          | CA+CdL          | 2+10            | 0+2             | CS                 | 6                  | 0                  | -           | -           | -           | 30     | 3      |
| Totale Boca Juniors | Totale Boca Juniors | Totale Boca Juniors | 68         | 4          |                 | 58              | 5               |                    | 29                 | 0                  |             | 2           | 0           | 157    | 9      |
| 2025                | Estudiantes (LP)    | PD                  | 8          | 0          | CA              | 0               | 0               | CL                 | 1                  | 0                  | -           | -           | -           | 9      | 0      |
| Totale carriera     | Totale carriera     | Totale carriera     | 76         | 4          |                 | 58              | 5               |                    | 30                 | 0                  |             | 2           | 0           | 166    | 9      |

## Palmarès

### Club

#### Competizioni nazionali
- Copa Argentina: 1

Boca Juniors: 2019-2020
- Copa de la Liga Profesional: 2

Boca Juniors: 2020, 2022
- Campionato argentino: 1

Boca Juniors: 2022
- Supercopa Argentina: 1

Boca Juniors: 2022

### Nazionale
- Campionato sudamericano Under-17: 1

Perù 2019